# Кампания во Внутренней Монголии
Кампания во Внутренней Монголии — продолжение вторжения Японской империи в северный Китай после Маньчжурской кампании.
Вторжение в Маньчжурию 1931 года привело к созданию марионеточного государства Маньчжоу-Го. В 1933 году операция «Некка» позволила включить в состав марионеточного государства провинцию Жэхэ. Дальнейшее продвижение на юг было остановлено заключением мирного договора. Тогда Япония обратила внимание на запад, на провинции Чахар и Суйюань. Для того, чтобы избежать обвинений в нарушении договора, японцы переманили на свою сторону некоторых китайских милитаристов (лояльность гоминьданскому правительству на окраинах страны всегда была низкой). Под руководством полевого командира Внутренней Монголии, Дэмчигдонрова, было создано государство Мэнцзян. Чахарская народная антияпонская армия вела в 1933 году борьбу против коллаборационистов, но, оставшись без поддержки нанкинского правительства, была разгромлена. Суйюаньская кампания в 1936 году привела к контрнаступлению китайских войск и потере Мэнцзяном большей части своей территории. В следующем, 1937 году, началась полномасштабная Вторая японо-китайская война.

## Предыстория
В феврале 1933 года, после успешного японского вторжения в Жэхэ, Квантунская армия оставила небольшой японский отряд и Императорскую армию Маньчжоу-го для присмотра за восточной границей провинции Жэхэ, в то время как основные японские силы двинулись на юг, чтобы вступить в бой за Великую стену. В апреле 1933 года генерал Лю Гуйтан, перешедший на сторону японцев, совершил отвлекающий рейд через юго-восточную часть провинции Чахар, чтобы отвлечь китайские подкрепления от Великой стены. Обнаружив, что сопротивление очень слабо, Лю отправил 3.000 человек дальше на восток к Чжанбэю. Хоть это и считается японской операцией, возможно, что дальнейшее продвижение Лю совершалось без явного разрешения японцев.
Гоминьдановское военное командование в Бэйпине назначило генерала Фу Цзои командующим 7-й армейской группой, и поручило ему обеспечить безопасность границ провинции Жэхэ. В конце апреля, когда наступающие японские войска достигли Миюня, Хэ Инцинь передислоцировал войска Фу Цзои так, чтобы усилить оборону Бэйпина к востоку от Чанпина, оставив границу с провинцией Чахар неприкрытой. Японско-маньчжурские силы воспользовались открывшейся возможностью 11 мая, и быстро последовали за Лю Гуйтаном, захватив район Долон-нура и взяв Гуюань как раз перед подписанием перемирия в Тангу 31 мая 1933 года.

## Чахарская народная антияпонская армия
Условия перемирия в Тангу возмутили общественное мнение в Китае, особенно в городах. Группы китайских патриотов, недовольные Чан Кайши (как из числа коммунистов, так и из числа гоминьдановцев) стали организовывать и поддерживать Добровольческие антияпонские военные формирования для борьбы с дальнейшим продвижением японцев.
Генерал Фэн Юйсян и его бывший подчинённый Цзи Хунчан смогли организовать под своим командованием многих бывших солдат НРА. Фан Чжэнъу собирал добровольцев со всего Китая. Помимо них действовали местные ополчения, вытесненные японцами из Жэхэ, антияпонские отряды в Маньчжурии под руководством Фэн Чжаньхая, местное чахарское ополчение, а также монгольские части под руководством Дэмчигдонрова. Даже сотрудничавший с японцами Лю Гуйтан сменил сторону, присоединившись к антияпонским силам; присоединился к ним и бандит Ван Ин из провинции Суйюань.
После встречи командиров всех мастей 26 мая 1933 года было провозглашено создание Чахарской народной антияпонской армии с Фэн Юйсяном в качестве главнокомандующего; Фан Чжэнъу стал заместителем главнокомандующего, а Цзи Хунчан — командующим передовыми частями. По разным оценкам, армия объединила в своём составе от 60 до 120 тысяч человек; Фэн Юйсян заявлял о 100 тысячах. Однако большинство добровольцев не имело винтовок и другого современного оружия.

## Действия объединённых антияпонских сил
Ко времени создания Народной антияпонской армии Квантунская армия усилила оборону Долон-нура, где было сосредоточено 2.000 человек из японской 4-й кавалерийской бригады и артиллерийская часть. За пределами города японцы возвели 32 блокгауза с траншеями, телефонной сетью и линиями заграждений. Внешние линии обороны занимали маньчжурские части, которыми командовал Ли Шоусинь. Южнее, в Фэннине, располагался японский 8-й полк, который мог прийти на помощь силам в Долон-нуре.
Ситуация для Антияпонской армии ухудшалась день за днём. 1 июня японские самолёты бомбили Душикоу, 4 июня японцы взяли Баочан, а 5 июня — Канбао. 21 июня Фэн Юйсян приказал Объединённой антияпонской армии начать контрнаступление тремя колоннами, чтобы вернуть потерянную территорию. 22 июня её авангард приблизился к Канбао, и после продолжавшегося несколько часов боя маньчжурские войска, которыми командовал генерал Цуй Синъу, бежали, и китайские части заняли город.
В конце июня Цзи Хунчан повёл на северо-восток к Долон-нуру два корпуса. Северный корпус отбил Баочан у деморализованных маньчжурских частей Цуй Синъу. Южный корпус, которым командовал Фан Чжэнъу, приблизился к Гуяну, который контролировал Лю Гуйтан. Лю убедили сменить сторону, и он без боя сдал Гуян и прилегающие территории.
8 июля перед рассветом Цзи Хунчан начал наступление на Долон-нур, и захватил две линии обороны перед городом прежде, чем был отбит с тяжёлыми потерями. После этого часть солдат Цзи была переодетыми отправлена в город для проведения разведки перед второй атакой. Вторая атака состоялась 12 июля и привела к взятию Долон-нура и изгнанию японско-маньчжурских войск из провинции Чахар. В конце июля Фэн Юйсян и Цзи Хунчан создали в Калгане «Комитет по возвращению Четырёх провинций Северо-Востока», прямо угрожая существованию свежесозданного японского марионеточного государства Маньчжоу-Го.

## Роспуск Объединённой антияпонской армии
Чан Кайши считал, что в Объединённой антияпонской армии заправляют коммунисты, и полагал её угрозой своей власти. Когда было объявлено о создании Объединённой антияпонской армии, то гоминьдановские власти в Бэйпине издали приказ о прекращении железнодорожного сообщения с Калганом. После этого они послали к Калгану бронепоезд и приказали Янь Сишаню разместить вблизи границы провинций Шаньси и Чахар войска, состоящие из 42-й дивизии под командованием Фэн Циньцзая, 35-й армии под командованием Фу Цзои, и 3-й армии под командованием Пан Бинсюня. В июле 17-я армия Сюй Тинъяо и 87-я дивизия Ван Цзинцзю сменили войска Сунь Дяньина и взяли контроль над железной дорогой, идущей из Бэйпина в провинцию Суйюань, отрезав для Объединённой антияпонской армии возможность получать извне снабжение и подкрепления.
Чан Кайши также использовал против Антияпонских сил их внутренние разногласия, засылал шпионов, распускал слухи и сеял раздоры, подкупал лидеров. Генералы Ган Бао, Фэн Чжаньхай, Ли Чжунъи и Тань Цзысин перешли к Чан Кайши; Дэн Вэнь был убит.
Японцы воспользовались возможностью, предоставляемую этой политикой, чтобы вновь вторгнуться в Чахар в августе. 8 августа японцы бомбили Гуюань и вновь атаковали Гуюань и Долон-нур. Цзи Хунчан приостановил японское продвижение, но блокада со стороны Чан Кайши привела к тому, что ему стало не хватать еды, одежды, амуниции и денег. Фэн Юйсян был неспособен доставить это извне, а внутри провинций для питания армии ресурсов не было.
5 августа Фэн Юйсян послал телеграмму, в которой объявлял, что собирается официально распустить Объединённую антияпонскую армию, и просил Национальное правительство позволить Сун Чжэюаню вернуться чтобы наблюдать за процессом. Солдаты и офицеры Объединённой армии, которые страдали от голода, болезней и отсутствия жалованья, легко согласились присоединиться к НРА (альтернативой была демобилизация). 18 августа Фэн Юйсян ушёл со своего поста и покинул Чахар; немедленно после этого японцы вновь заняли Долон-нур.
Сун Чжэюань сделал Жуань Сюаньу (бывшего командира 5-го корпуса) главой гарнизона Шаньду с командованием двумя полками, а Фу Чуня (бывшего командира 24-й дивизии) командиром одного из подчинённых Жуаню полков. Чжан Линъюнь (бывший командир 6-го корпуса) возглавил гарнизон Баочана, Ме Юйлинь (бывший командир Партизанской дивизии) стал его заместителем, командуя двумя полками. Хуан Шоучжун (бывший командир 18-го корпуса) получил под начало два батальона местных партизан. Сунь Лянчэн (бывший командир корпуса), Лю Чжэндун и партизанский командир Тан Цзюйу получили по полку. Чжан Лишэн за то, что распустил Армию обороны Чахара, занял пост консультанта местного правительства. Тан Цзысинь, Чжан Жэньцзу и Ли Чжунъи перешли в подчинение Бэйпинскому военному совету. Войска Яо Цзинчуаня, Сун Кэбиня и других командиров были сокращены и реорганизованы.
После того, как Объединённая антияпонская армия Фан Чжэнъу и Цзи Хунчана оказалась существенно сокращена благодаря деятельности Суна, её новый командир Фан Чжэнъу получил приказ передислоцировать армию на восток в Душикоу. Некоторые из подчинённых Цзи Хунчана попытались отправиться на запад, в провинцию Нинся, через провинцию Суйюань. Однако Фу Цзои и Чжан Линъюнь догнали и блокировали их к востоку от Эртайцзы, вынудив двинуться на восток на соединение с Фан Чжэнъу в Душикоу.
10 сентября Цзи Хунчан, Фан Чжэнъу, Тан Юйлинь и Лю Гуйтан собрались на совещание в Юньчжоу (к северу от Чичэна). На совещании они решили реорганизовать свои войска и изменили название на «Армию борьбы с японцами и покарания бандитов»; Фан Чжэньу стал главнокомандующим, Тан Юйлинь — заместителем главнокомандующего, Лю Гуйтан — командиром правой колонны, Цзи Хунчан — командиром левой колонны. Будучи зажатыми войсками Чан Кайши с юга и японскими войсками с севера, они решили покинуть Душикоу и отправиться на юг в направлении Бэйпина.
После совещания левая колонна под командованием Цзи Хунчана отправилась вдоль реки Хэй на Хуайчжоу, к востоку от Великой стены; правая колонна под командованием Фан Чжэнъу отправилась вдоль реки Бай к западу от Великой стены. Обе колонны перешли Великую стену 20-21 сентября, после чего Цзи атаковал Хуайчжоу, а Фан Чжэнъу атаковал и занял Миюнь.
Тем временем Лю Гуйтан, пообщавшись с Сун Чжэюанем, вновь перешёл на сторону японцев, получив титул «Командующий уничтожением бандитов в Восточном Чахаре»; под его командованием оказалось три полка — в Чичэне, Душикоу и Юньчжоу. В результате войска Лю не дали войскам Тана последовать на юг за остальными, оставив Фан Чжэнъу и Цзи Хунчана одних.
25 сентября Фан Чжэнъу атаковал и занял Гаолиин. Японский разведывательный самолёт сбросил в его расположение требование на следующий день покинуть демилитаризованную зону, установленную Перемирием Тангу. Так как они этого не сделали, то 27 сентября японские самолёты сбросили на их позиции бомбы. Фэн и Цзи решили с оставшимися 6 тысячами человек (из которых около половины не имело оружия) разделившись на три группы продолжать движение. В начале октября войска Цзи наткнулись в районе Чанпина на войска Шан Чжэня, Гуань Линьчжэна и Пан Бинсюня, которые блокировали их путь; через несколько дней они оказались окружёнными. несмотря на нехватку еды и снаряжения, после нескольких дней тяжёлых боёв войска Фань И Цзи смогли прорваться к востоку от Сяотаншаня, но понесли при этом большие потери и вновь попали в ловушку. Оставшиеся 4,5 тысяч человек были вынуждены капитулировать. Цзи смог бежать в сумятице, пробравшись в Тяньцзинь и продолжив борьбу с японцами; Фан был вынужден эмигрировать в Гонконг.

## Дэмчигдонров и Автономное правительство Внутренней Монголии
В сентябре 1933 года монгольские князья из провинций Чахар и Суйюань съехались в Байлимяо (к северу от Хух-Хото) на совет во главе с князем Дэмчигдонровом, который уже несколько месяцев пытался создать панмонгольское движение за самоуправление. В середине октября, несмотря на свою традиционную взаимную подозрительность, князья согласились подписать соглашение о «Конфедерации аймаков Внутренней монголии». Они отправили сообщение в Нанкин о том, что хоть китайское правительство и признаёт формально автономию Внутренней Монголии, но они будут искать поддержки у Японии.
Генерал Дзиро Минами, командовавший Квантунской армией, и полковник Сэйсиро Итагаки оказали поддержку Автономному правительству Внутренней Монголии, однако, когда генерал Минами послал полковника Рюкити Танака и ещё одного офицера в апреле 1935 года для переговоров с князем Дэмчигдонровом, соглашения подписано не было.
В июне 1935 года произошёл Северочахарский инцидент, за которым последовало Соглашение Цинь-Доихара. По условиям этого соглашения все силы китайской 29-й армии были обязаны отойти из районов к северу от Чанбэя, что привело к почти полной эвакуации китайских войск из провинции Чахар. Поддержание общественного порядка было возложено на «Корпус по поддержанию мира» — полицейские силы, вооружённые лишь лёгким оружием. Китайским поселенцам запрещалось переселяться в северную часть провинции Чахар, а деятельность гоминьдана была запрещена, как и прочих антияпонских организаций. В августе 1935 года генерал Минами встретился с князем Дэмчигдонровом, на этой встрече князь пообещал тесно сотрудничать с Японией, а генерал пообещал помогать ему материально.
24 декабря 1935 года генерал Минами послал два батальона иррегулярной маньчжурской кавалерии под командованием Ли Шоусиня, эскадрилью японских самолётов и несколько танков, чтобы помочь князю Дэмчигдонрову оккупировать северную часть провинции Чахар. На защиту шести уездов северного Чахара могли встать лишь несколько тысяч человек из «Корпуса по поддержанию мира». С помощью Ли монгольские силы вскоре взяли территорию под контроль.

## Суйюаньская кампания 1936—1937 годов

### Японская подготовка

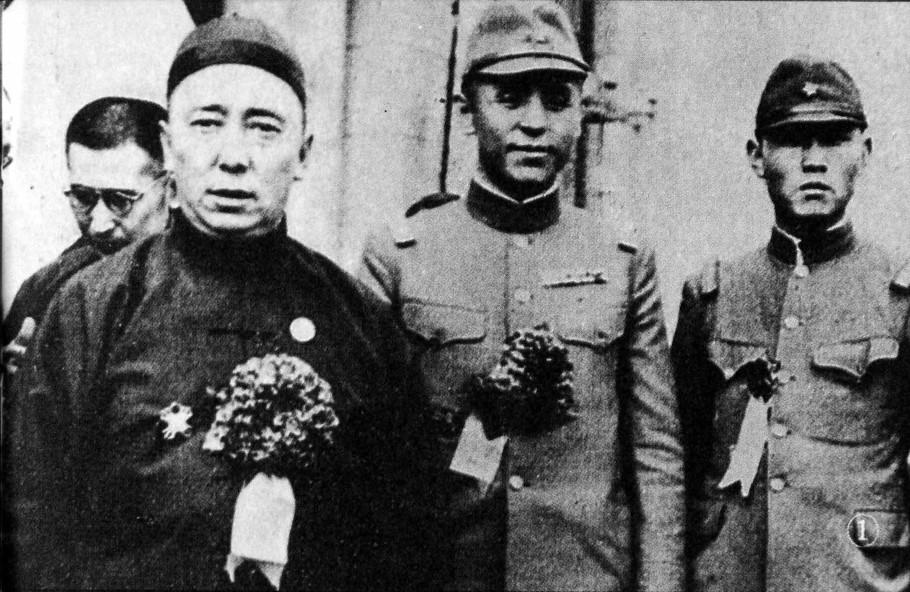
Дэмчигдонров и Ли Шоусинь

За некоторое время до захвата северного Чахара японская разведка начала действовать в провинции Суйюань, размещая там радиостанции с радистами, замаскированными под буддийских монахов. После того, как Сэйсиро Итакаки стал начальником штаба Квантунской армии, разработка планов по вторжению в Суйюань активизировалась.
В конце апреля 1936 года князь Дэмчигдонров и Ли Шоусинь встретились с японским разведчиком капитаном Такаёси Танака. На встрече, названной «Конференией по основанию государства», также присутствовали представители Цинхая и Внешней Монголии. Планировалось создать новую Монгольскую империю, которая бы занимала территорию Внутренней и Внешней Монголии, а также провинции Цинхай. В результате встречи 21 мая 1936 года было сформировано Монгольское военное правительство. В июле 1936 года было заключено соглашение о взаимопомощи с Маньчжоу-го, а Япония согласилась предоставить военную и экономическую помощь.
Князь Дэмчигдонров стал расширять и перевооружать свою армию, расширив её с помощью японцев с трёх кавалерийских дивизий до девяти дивизий. Японцы передали ему оружие, захваченное у Северо-восточной армии. Однако Танака проигнорировал советы монгольских лидеров, взяв в войска плохо вооружённых бывших бандитов из различных регионов. Не имеющие общей идеи, плохо обученные и плохо вооружённые, эти иррегулярные силы в количестве порядка 10.000 человек, были скорее обузой, чем подмогой. Кроме того, в состав Национальной армии Мэнцзяна была включена Великая ханьская справедливая армия Ван Ина.
Японцы также создали ВВС Мэнцзяна из 28 самолётов, базировавшихся в Чжанбэе, создали бронетанковые и артиллерийские части; весь персонал был японским. ЮМЖД отправила 150 грузовиков для создания транспортных частей, а правительство Маньчжоу-го предоставило средства связи.

### Китайская подготовка
Генерал Фу Цзои готовился к ожидаемому японско-монгольскому нападению, запрашивая подкреплений для своих местных сил у губернатора провинции Шаньси Янь Сишаня, а также у Чан Кайши, который перебросил свою Центральную армию в провинцию Шэньси для борьбы с коммунистами, которые прибыли туда после Великого похода. 9 августа Янь послал 9-ю армию под командованием Ван Цзинго (состояла из 68-й дивизии, 7-й и 8-й отдельных бригад и четырёх артиллерийских полков), а 18 сентября Центральная армия передала один батальон ПВО.
14 октября Чан Кайши отправил телеграмму Янь Сишаню, рекомендую послать в Суйюань войска Тан Эньбо, 13—ю армию (из двух дивизий) и 7-ю кавалерийскую дивизию Мэнь Бинъюэ. 30 октября Янь Сишань и Фу Цзои встретились с Чан Кайши чтобы обсудить военную ситуацию и определить схему дислокации войск. 11 ноября Янь Сишань перераспределил свои силы, создав три полевых армии, кавалерийскую армию и резервную армию, и расположив их так, чтобы общая расстановка оказалась завершённой как только подойдут войска Тан Эньбо. Однако японцы нанесли свой удар первыми, 15 ноября 1936 года.

### Суйюаньская кампания
Суйюаньская кампания началась 14 ноября 1936 года, когда 7-я и 8-я кавалерийские дивизии армии Мэнцзяна, Великая ханьская справедливая армия Ван Ина и монгольские наёмники из Жэхэ, Чахара и других мест вместе с 30 японскими советниками атаковали китайский гарнизон в Хонгорте.
В результате нескольких дней боёв атакующие так и не смогли взять город. 17 ноября состоялась неожиданная для агрессоров китайская контратака, которая привела к их беспорядочному бегству. Воспользовавшись дезорганизацией монгольских войск, генерал Фу Цзои провёл фланговый манёвр, захватив монгольскую штаб-квартиру в Байлинмяо и обратив в бегство все монгольские силы. Ван Ин и его Великая ханьская справедливая армия попытались провести контратаку от Байлинмяо, но она окончилась неудачей. 19 декабря армия Ван Ина перестала существовать.

## Итоги
Поражение японских приспешников вдохновило многих китайцев на оказание более активного сопротивления японцам. «Спусковым крючком», возможно, явился Сианьский инцидент, произошедший сразу после успешного завершения боёв.
Бои местного значения продолжались в Суйюани вплоть до произошедшего в следующем году инцидента на Лугоуцяо. После поражения в Суйюани Дэмчигдонрову пришлось восстанавливать свои войска. С помощью японцев к началу войны в июне 1937 года его армия состояла из 20 тысяч человек, объединённых в 8 кавалерийских дивизий. Эти силы принимали участие в Чахарской операции и сражении за Тайюань, во время которых японско-монгольские войска окончательно овладели восточной частью провинции Суйюань.
По окончании Второй мировой войны в Китае разразилась гражданская война между КПК и Гоминьданом. После победы коммунистов коллаборационисты из Внутренней Монголии были наказаны за сотрудничество с японскими захватчиками.